# 格林斯伯勒静坐
格林斯伯勒静坐（英語：Greensboro sit-ins）是1960年2月至7月發源自美國北卡羅來納州格林斯伯勒的一系列非暴力抗议種族隔離的運動。
1960年2月1日，美國格林斯伯勒的4名來自北卡罗来纳州立农业技术大学的非裔美国学生在當地伍尔沃斯商店的一個白人專用的午餐柜台靜坐示威，以抗議種族隔離制度。由於午餐柜台是白人專用，午餐柜台拒絕為4名黑人學生服務。4名黑人學生在遭拒後也拒絕离开。警方很快赶到现场，但由于黑人學生没有挑釁，警方也無法采取行动。4名黑人學生的舉動很快就惊动了当地媒体，媒体紛紛到场採訪。4名黑人學生繼續原地不動，直到商店关门才離開，第二天4名學生又带着更多学生返回商店靜坐示威。
2月5日，约有300名学生加入了4名黑人學生發起的抗议活动，學生前往白人專用的午餐柜台，使得商鋪無法正常經營。该运动迅速蔓延到整个美國南部的大学城，并蔓延到美國北部，黑人和白人青年以各种形式和平抗議美國各個图书馆、海滩、旅馆和其他场所所實行的种族隔离制度。3月底，抗議已经蔓延到美國13个州的55个城市。7月，伍尔沃斯商店取消了其在美国南部所實施的种族隔离政策。